# Ernst Johansson
Ernst Alfred Johansson (ur. 11 marca 1876 w Jämshög, zm. 26 sierpnia 1936 w Sztokholmie) – szwedzki strzelec, olimpijczyk.
Wystartował na Letnich Igrzyskach Olimpijskich 1912 w jednej konkurencji. Zajął 20. pozycję w karabinie małokalibrowym w dowolnej postawie z 50 m (wśród 41 startujących strzelców).

## Wyniki

### Igrzyska olimpijskie
| Igrzyska       | Konkurencja                                  | Wynik    | Miejsce | Źródło |
| -------------- | -------------------------------------------- | -------- | ------- | ------ |
| Sztokholm 1912 | Karabin małokalibrowy, dowolna postawa, 50 m | 185 pkt. | 20      | [ 1 ]  |